# Harānak
Harānak (persiska: هرانک) är en ort i Iran.   Den ligger i provinsen Qazvin, i den norra delen av landet, 110 km nordväst om huvudstaden Teheran. Harānak ligger 1 415 meter över havet och antalet invånare är 180.
Terrängen runt Harānak är bergig åt sydost, men åt nordväst är den kuperad. Harānak ligger nere i en dal som går i öst-västlig riktning. Runt Harānak är det ganska tätbefolkat, med 96 invånare per kvadratkilometer. Närmaste större samhälle är Mo'allem Kalāyeh, 12,5 km nordväst om Harānak. Trakten runt Harānak består i huvudsak av gräsmarker.